# Tessères de Nedolya
Nedolya Tesserae
Pour les articles homonymes, voir Nedolya.
Les tessères de Nedolya (désignation internationale : Nedolya Tesserae) sont un ensemble de terrains polygonaux situé sur Vénus dans le quadrangle de Devana Chasma. Il a été nommé en référence à Nedolya, déesse slavo-orientale du mauvais sort.